# Эль-Файюм (оазис)

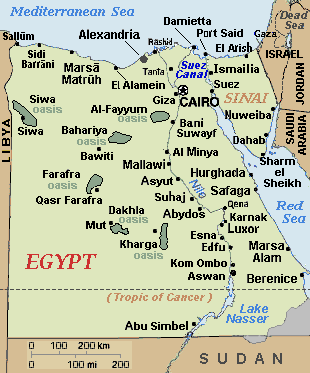
Оазис Файюм на карте Египта

Эль-Файю́м — оазис в Египте к юго-западу от Каира. Центр — город Эль-Файюм. Отделён от долины Нила грядой холмов и песками Ливийской пустыни. Представляет из себя тектоническую впадину и находится на 43 метра ниже уровня моря. Название происходит от древнеегипетского слова фиом «болото», фиом-нте-мере «озеро, разлив» (Нила).
Размеры оазиса оцениваются в 1270—1700 км², из них на 1000 км² ведётся сельскохозяйственная деятельность. В основном выращиваются зерновые культуры, хлопок, инжир, виноград, оливы. Развито производство розового масла из местного сырья. Имеются пастбища овец.
Узкая долина Эль-Лахун, пересекающая цепь невысоких холмов, соединяет оазис с долиною Нила. В отличие от типичных оазисов, плодородие которых зависит от воды, получаемой из источников, обрабатываемые земли в Фаюме состоят из нильской грязи, доставляемой по каналу Бахр-Юсеф протяженностью 24 км. От начала Бахр-Юсефа в Эль-Лахуне до его конца в городе Фаюм канал ответвляется на 12 рукавов и соединяющийся с слабосолёным озером Карун (Меридово озеро). В доисторические времена это было пресноводное озеро, но сегодня оно является озером с солёной водой. Это источник тилапии и другой рыбы для местных жителей.

## История

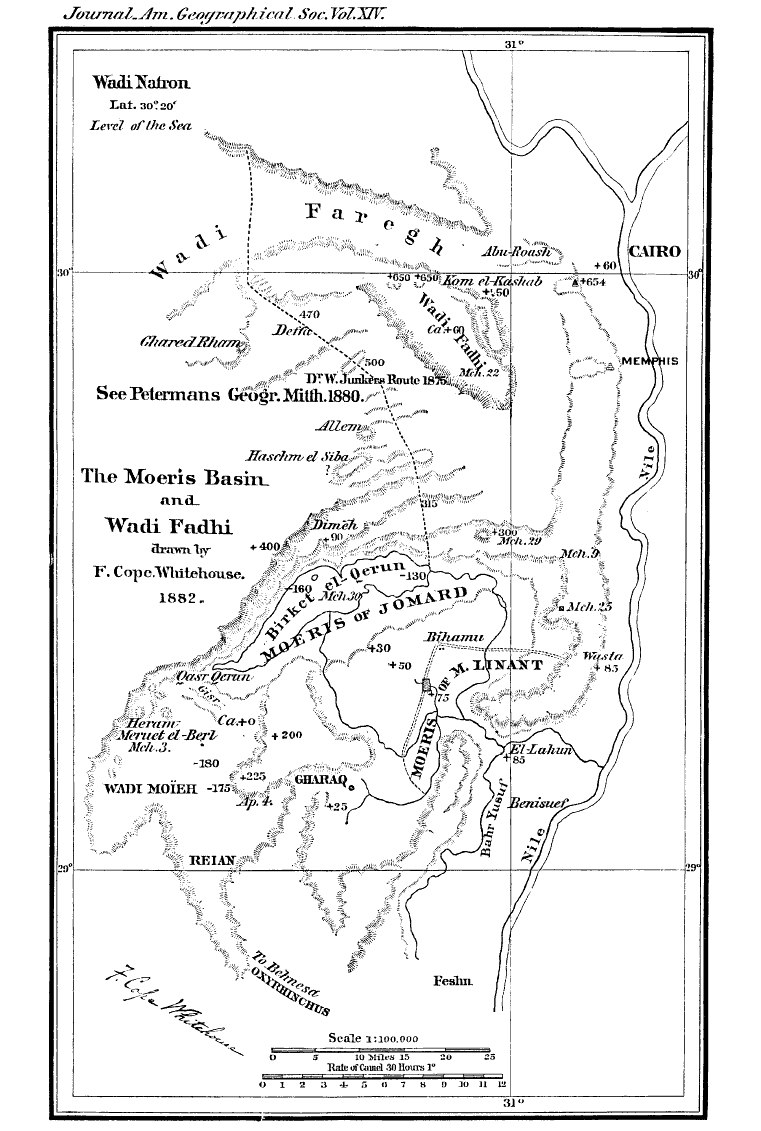
Исследование бассейна Меридового озера проведённое в конце XIX века.

Когда Средиземное море было жаркой и сухой впадиной, близкой к концу Мессинского кризиса солёности в позднем миоцене, Файюм также был сухой и жаркой впадиной, и Нил протекал мимо него по дну каньона (глубина которого составляла 2400 метров или более, там, где сегодня находится Каир). После возвращения воды в Средиземное море в конце миоцена Нильский каньон превратился в морской рукав, простирающийся вглубь страны дальше Асуана. С течением геологического времени этот морской рукав постепенно заполнился илом и превратился в долину Нила.
В конце концов, дно долины Нила заилилось настолько, что Нил периодически разливался в Фаюмскую котловину, образуя озеро. Озеро впервые упоминается примерно в 3000 году до н.э., примерно во времена Менеса (Нармера). Однако, по большей части, оно заполнялось только во время сильных паводков. Поселения эпохи неолита граничили с озером, а город Крокодилополис (ныне Фаюм) вырос на юге, где возвышенность образовывала горный хребет.
В далёком прошлом оазис называли садами Египта, и его размеры в несколько раз превышали нынешние. В 2300 году до нашей эры водный путь от реки Нил к озеру был расширен и углублен благодаря созданию канала, который сейчас известен как Бахр-Юсеф. Этот канал впадал в озеро и он должен был служить трём целям: сдерживать разливы Нила, регулировать уровень воды в Ниле в засушливые сезоны и обеспечивать орошение прилегающей территории. Есть свидетельства того, что фараоны Двенадцатой династии использовали природное озеро Файюм в качестве резервуара для хранения излишков воды в засушливые периоды. 
Грандиозные гидротехнические сооружения, предпринятые древнеегипетскими фараонами Двенадцатой династии для превращения озера в обширный резервуар для воды, создавали впечатление, что озеро представляет собой искусственно созданный водоём, о чём сообщали древние географы и путешественники. Фараону Аменемхета III приписывали создание Меридового озера как древнейшего гидротехнического сооружения. Античные авторы считали его одним из чудес света; интересные описания есть — у Геродота, Диодора Сицилийского, Страбона, Клавдия Птолемея и Плиния Старшего. В конце концов озеро прекратило исполнять большинство своих первоночальных хозяйственных функций из-за того, что ближайший приток Нила уменьшился в размерах с 230 года до нашей эры. Ко времени Птолемеев озеро не занимало и половины своей первоначальной площади.
Античные авторы давали этому водоёму название Меридово озеро, полагая, что оно сделано по повелению царя Мериса. Но этот царь был всего лишь мифом, так как доказано, что имя баснословного царя Мериса создано из нарицательного имени этого бассейна, или резервуара, который по египетски звучал как Мер-ур, «Великая вода». В разное время озеро называлось: Ше — «озеро», Ше-ур — «великое озеро», Ми-ур — «великое море». По названию озера «Ше» называлась и вся область — Та-Ше — «Земля озера», от которого и произошло арабское Файюм, которое означает «область озера». Место, где выходит нильский канал, чтобы углубиться в котловину Файюма, называлось Апе-Таш, то есть «ущелье земли озера». Здесь находилось Ра-хунт, или Ла-хунт, то есть «отверстие отвода воды» — шлюзы канала. Вероятно, и арабское название местности Эль-Лахун, и название «Лабиринт», данное греками (искаженное египетское слово Лаперо-хунт — «святилище при шлюзах канала»), произошли от Ла-хунт. Меридово озеро отличается обилием рыбы, особенно тиляпии, значительное количество которой отправляется в Каир.
Файюм был известен древним египтянам как двадцать первый ном Верхнего Египта, Атеф-Пеху («Северный платан»). Его столицей был город Шейдит (или Шедит), называемый греками Крокодилополисом.

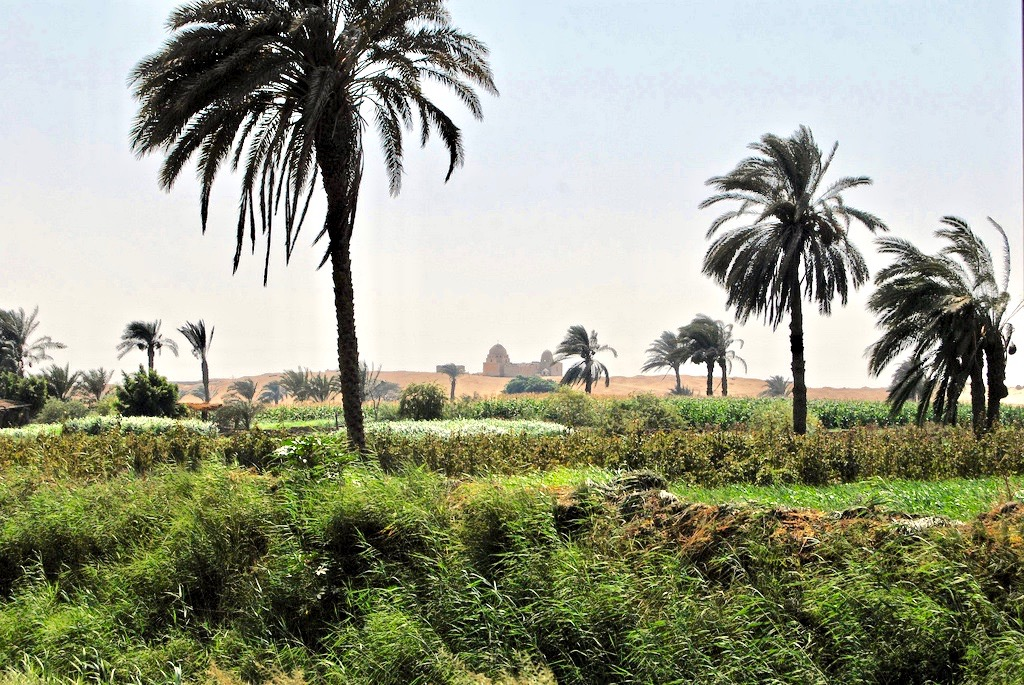
Оазис Файюм в 2008 году.

В этом регионе сохранились самые ранние свидетельства существования земледелия в Египте, и он был центром строительства царских пирамид и гробниц во времена XII династии, во времена Среднего царства и снова во времена правления Птолемеев. Файюм стал одной из житниц римского мира. Роскошное плодородие Арсинойского нома описывал Страбон.
Файюм был центром культа божества-крокодила Себека. Во многих поселениях храмы были посвящены местным проявлениям этого божества и связанных с ним божеств. Жрецы Себека были ключевыми игроками в социальной и экономической жизни, например, организуя религиозные фестивали или закупая товары у местных производителей. Развитие храмов, посвящённых культу Себека, особенно хорошо изучено в Бакхиасе, Нармутисе, Сокнопай Несосе, Тебтунисе и Теадельфии, поскольку там доступно множество письменных источников (папирусы, остраконы, эпиграфика) о повседневной жизни жрецов.
Египетские храмы действовали на окраинах Файюма по крайней мере до начала III века, а в некоторых случаях и до IV века. Культы Себека существовали наряду с раннехристианскими общинами, которые обосновались в регионе начиная с III века и к IV веку построили свои первые церкви в поселениях Файюма.
В течение первых трёх столетий нашей эры жители Файюма и других районов римского Египта не только бальзамировали своих покойников, но и помещали портрет умершего поверх лицевой части мумии, обёрнутой в саван или футляр. Египтяне продолжали хоронить своих умерших, несмотря на то, что римляне предпочитали кремацию. Сохранившиеся в засушливых условиях пустыни, эти портреты мумий из Файюма представляют собой богатейший образец портретной живописи, дошедший до нас со времён античности. Они дают представление об обществе народов смешанного происхождения — египтян, греков, римлян, сирийцев, ливийцев и других, — которое процветало 2000 лет назад в Фаюме. Фаюмские портреты были написаны на дереве в технике пигментированного воска, называемой энкаустической живописью.

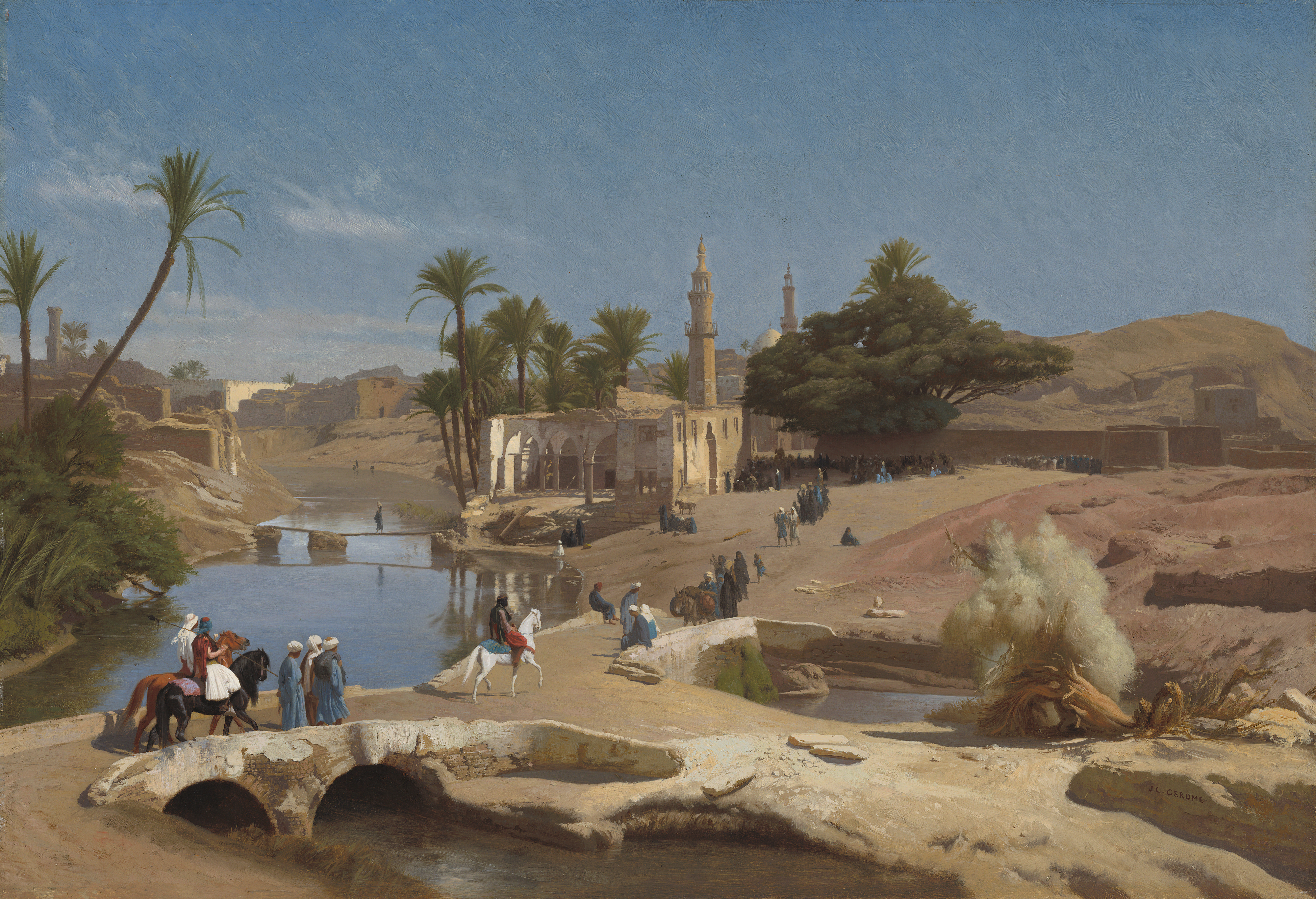
Жан-Леон Жером, Вид на Мединет-эль-Фаюм, около 1868–1870 гг.

В конце 1-го тысячелетия площадь пахотных земель сократилась. Поселения по краям озера были заброшены. Эти памятники включают в себя некоторые из наиболее хорошо сохранившихся памятников поздней Римской империи, в частности Каранис, а также ромейского и раннего арабского периодов, хотя современное строительство значительно сократило археологические возможности. В дополнение к портретам мумий, деревни Файюма также оказались источником фрагментов папируса, содержащих литературу и документы на латыни, греческом и египетском языках.
Названия деревень «колониального типа» (деревни, названные в честь городов в других частях Египта и мест за его пределами) показывают, что в греческий и римский периоды в Файюме обрабатывалось много земли.
Согласно одиннадцатому изданию Британской энциклопедии, в 1910 году в оазисе Файюм возделывалось более 1000 км², основными культурами были зерновые и хлопок. Завершение строительства Певрой Асуанской плотины обеспечило подачу воды, что позволило в 1903–1905 годах возделывать 80 км² земли, ранее не орошавшейся и не облагавшейся налогами. За двадцать месяцев было получено три урожая. Провинция славилась своими фикусами, виноградом и оливками. Здесь росло множество роз, и в провинции производилась большая часть розового масла Египта. Файюм также разводил свою собственную разновидность овец.

## Археология
В окрестностях озера находится множество руин древних деревень и городов. Курганы к северу от города Фаюм указывают на местоположение Крокодилополиса/Арсинои. Археологические находки по всему региону простираются от доисторического периода до наших дней, например, монастырь Архангела Гавриила в Наклуне.
Интересны также результаты археологических и палеонтологических раскопок на территории Эль-Файю́м. Так, в Фаюме найдены мумии, лица которых скрыты хорошо сохранившимися погребальными масками, Фаюмскими портретами, а в карьерах оазиса найдено множество останков эоценовых и олигоценовых животных, от слонов и китов (Вади-аль-Хитан или «Долина китов») до приматов (египтопитек, Apidium, парапитек, проплиопитек, (формация Джебель-Катрани), Nosmips aenigmaticus), летучих мышей и грызунов). Близ некрополя Дейр-эль-Банат на юго-восточной оконечности Фаюмского оазиса найдены среднепалеолитические типы орудий, изготовленные по технологии Леваллуа. Коренными породами в данном районе являются верхнеэоценовые морские и прибрежные отложения, сформированные песчаниками и аргиллитами (Birket Qarun formation и формация Каср-эль-Сага).

## Города и иные селения
Крупнейший город – Эль-Файюм, который также является столицей провинции Файюм. Среди других городов – Синнурис и Тамия к северу от Фаюма, а также Сандху и Ибшуэй по дороге к озеру.